# Jim Lyngvild
Jim Lyngvild (* 27. Dezember 1978 in Holbæk) ist ein dänischer Autor und Modedesigner.

## Leben
Lyngvild ist als Modedesigner in Dänemark tätig. Als Autor verfasste er mehrere Werke. Von 2010 bis 2012 moderierte er den Kopenhagen Pride. Seit 2007 ist er mit Morten Paulsen verheiratet.

## Werke (Auswahl)
- Nordisk mytologi (Carlsen, 2009)
- Skyggernes bog (Carlsen, 2009)
- Alfemod og ulveblod (Carlsen, 2010)
- Epos og enhjørningen (Carlsen, 2010)
- Urials krone (Carlsen, 2010)
- Skyggernes bog: på opdagelse i eventyrlandet Anglesey (Carlsen, 2011)
- Kongen: Skyggernes bog & Urials krone (Carlsen, 2012)

- Vild med heste (Carlsen, 2012)
- Vild med vikinger (Carlsen, 2013)
- Vild med mode (Carlsen, 2013)

- Mary – prinsesse med stil (Aschehoug, 2006)
- Skøn som du er (Nyt Nordisk Forlag, 2007)
- Eye wear: fashion, styling & makeup (Frands Jensen A/S, 2010)
- Ja, vi skal giftes! (Politikens Forlag, 2010)
- Vild med Mary (Politikens Forlag, 2011)
- Europas kronprinsesser (Politikens Forlag, 2012 gemeinsam mit Karen Seneca)
- Mit vilde vikingekøkken (Lindhardt & Ringhof, 2013)

### Roman
- Schyyy -! (Lindhardt & Ringhof, 2010)

### Selbstbiografie
- Møgunge (Politikens Forlag, 2016)